# Linton S. Boatwright
Linton Sinclair Boatwright (* 29. April 1920 in Washington, D.C.; † 9. August 2008 in Columbia, Richland County, South Carolina) war ein Generalmajor der United States Army. Er war unter anderem Kommandeur der 24. Infanteriedivision.

## Leben
Linton Boatwright war ein Sohn von Arthur Sinclair Boatwright (1887–1956) und dessen Frau Estella L. Alexander (1894–1983). Er besuchte nach der Grundschulausbildung zunächst die High School in Manassas in Virginia. In den Jahren 1937 bis 1941 durchlief er die United States Military Academy in West Point. Nach seiner Graduation wurde er als Leutnant der Kavallerie (Panzereinheiten) zugeteilt. In der Armee durchlief er anschließend alle Offiziersränge vom Leutnant bis zum Zwei-Sterne-General.
In seinen jüngeren Jahren absolvierte er den für Offiziere in den niederen Rangstufen üblichen Dienst in verschiedenen Einheiten und Standorten. Während des Zweiten Weltkriegs war er auf dem europäischen Kriegsschauplatz eingesetzt. Dort diente er in der 3. Armee unter dem Kommando von George S. Patton in einer Artillerieeinheit. Er nahm an den Schlachten der 3. Armee in Europa teil und war an der Abwehr der deutschen Ardennenoffensive, der Rheinüberquerung und dem Vormarsch der Armee durch Deutschland bis nach Österreich und der Tschechoslowakei beteiligt.
Nach zwischenzeitlich anderen Verwendungen wurde Boatwright Anfang der 1950er Jahre im Koreakrieg eingesetzt. Dort gehörte er zunächst der Stabsabteilung für Planungen des IX. Korps an. Später kommandierte er das 37. Feldartilleriebataillon das der 2. Infanteriedivision unterstand. Dabei war er mit seiner Einheit in schwere Kämpfe verwickelt.
Nach seiner Rückkehr setze er seine Offizierslaufbahn an verschiedenen Orten und in unterschiedlichen Funktionen fort. In den 1960er Jahren wurde er im Vietnamkrieg eingesetzt. Dort war er zwischen September 1966 und September 1967 Stabschef im amerikanischen Hauptquartier (Headquarters, I Field Force Vietnam).
Zwischen August 1968 und September 1969 kommandierte Boatwright die 24. Infanteriedivision, die damals noch in Deutschland stationiert war. Danach bekleidete er einige Aufgaben als Stabsoffizier und Kommandeur des Militärstützpunkts Fort Riley. Im Jahr 1972 schied er aus dem aktiven Militärdienst aus.
Der mit Lucille Paton (1921–1985) verheiratete Offizier starb am 9. August 2008 in Columbia in South Carolina in Folge einer Parkinson-Erkrankung und wurde später auf dem amerikanischen Nationalfriedhof Arlington beigesetzt.

## Orden und Auszeichnungen
Linton Boatwright erhielt im Lauf seiner militärischen Laufbahn unter anderem folgende Auszeichnungen:
- Army Distinguished Service Medal
- Silver Star
- Legion of Merit
- Bronze Star Medal
- Air Medal
- Army Commendation Medal
- World War II Victory Medal
- Army Occupation Medal
- European-African-Middle East Service Medal
- National Defense Service Medal
- Korean Service Medal
- Kriegskreuz (Frankreich)

Hinzu kamen noch einige südkoreanische und südvietnamesische Orden.